# Rapagnano
Rapagnano – miejscowość i gmina we Włoszech, w regionie Marche, w prowincji Fermo.
Według danych na styczeń 2009 gminę zamieszkiwało 2009 osób przy gęstości zaludnienia 160,8 os./1 km².